# Równanie transportu
Równanie transportu – równanie różniczkowe cząstkowe postaci (1):
{\displaystyle u_{t}+\sum _{i=1}^{n}b_{i}u_{x_{i}}=0,}
gdzie {\displaystyle b_{i}\in \mathbb {R} ,} a funkcja {\displaystyle u:\mathbb {R} ^{n}\times [0,\infty ]\to \mathbb {R} } jest niewiadomą.
Przy założeniu, że dysponujemy gładkim rozwiązaniem {\displaystyle u} oraz po podzieleniu lewej strony (1) przez {\displaystyle 1+\sum _{i=1}^{n}b_{i}} stwierdzamy, że równanie to orzeka, że pewna pochodna kierunkowa funkcji {\displaystyle u} jest równa zeru.
Niech {\displaystyle b=(b_{1},b_{2},...,b_{n})\in \mathbb {R} ^{n}} będzie wektorem. Ustalmy zatem dowolny punkt {\displaystyle (x_{0},t_{0})\in \mathbb {R} ^{n}\times (0,\infty )} i połóżmy:
{\displaystyle z(s)=u(x_{0}+sb,t_{0}+s)}
przy założeniu {\displaystyle (s\in \mathbb {R} )} i przy oznaczeniu {\displaystyle sb=s\sum _{i=1}^{n}b_{i}.}
Wtedy prawdziwym jest związek:
{\displaystyle {\frac {dz}{ds}}=\sum _{i=1}^{n}b_{i}u_{x_{i}}(x_{0}+sb,t_{0}+s)+u_{t}(x_{0}+sb,t_{0}+s)=0}
na mocy (1). Funkcja {\displaystyle z} zmiennej {\displaystyle s} jest więc stała, co oznacza, że dla każdego punktu {\displaystyle (x_{0},t_{0})} funkcja {\displaystyle u} przyjmuje te same wartości na całej prostej przechodzącej przez ten punkt oraz równoległej do wektora {\displaystyle (b_{1},b_{2},...,b_{n},1)\in \mathbb {R} ^{n+1}.} Wartości szukanej funkcji w całej dziedzinie są zatem znane, jeżeli znane są wartości w jakichkolwiek punktach na każdej z takich prostych.
W wypadku zagadnienia początkowego (2):
{\displaystyle u_{t}+\sum _{i=1}^{n}b_{i}u_{x_{i}}=0} przy {\displaystyle u=g} na {\displaystyle \mathbb {R} ^{n}\times \{t=0\}}
każda z omawianych wcześniej prostych postaci {\displaystyle (x_{0}+sb,t_{0}+s)} przecina płaszczyznę {\displaystyle \gamma =\mathbb {R} ^{n}\times \{t=0\}} dla {\displaystyle s=-t_{0}} w punkcie {\displaystyle (x_{0}-t_{0}b,0).} Ponieważ funkcja {\displaystyle u} jest na tych prostych stała oraz {\displaystyle u(x_{0}-t_{0}b,0)=g(x_{0}-t_{0}b)} to wnioskujemy:
{\displaystyle u(x_{1},...,x_{n},t)=u(x,t)=g(x-tb)} przy {\displaystyle x\in \mathbb {R} ^{n},t\geqslant 0}
i jest to słabe rozwiązanie zagadnienia (2).
Równanie niejednorodne
Dla zagadnienia (3) {\displaystyle u_{t}+\sum _{i=1}^{n}b_{i}u_{x_{i}}=f} przy {\displaystyle u=g} i tych samych oznaczeniach jak wyżej, kładziemy {\displaystyle z(s),} uzyskując:
{\displaystyle {\frac {dz}{ds}}=\sum _{i=1}^{n}b_{i}u_{x_{i}}(x_{0}+sb,t_{0}+s)+u_{t}(x_{0}+sb,t_{0}+s)=f(x_{0}+sb,t_{0}+s)}
i dalej:
{\displaystyle u(x_{0},t_{0})-g(x_{0}-bt_{0})=z(0)-z(-t_{0})=\int \limits _{-t_{0}}^{0}{\frac {dz}{ds}}\,ds=\int \limits _{-t_{0}}^{0}f(x_{0}+sb,t_{0}+s)\,ds,}
zatem {\displaystyle u(x,t)=g(x-tb)+\int \limits _{-t_{0}}^{0}f(x_{0}+sb,t_{0}+s)\,ds} przy {\displaystyle x\in \mathbb {R} ^{n},t\geqslant 0} jest rozwiązaniem równania (3).